# Franz Jauch (Politiker)
Franz Jauch (* 22. Januar 1807 in Altdorf; † 18. August 1867, heimatberechtigt im Kanton Uri) war ein Schweizer Politiker (FDP).

## Biografie
Jauch gehört dem Urner Geschlecht Jauch an. Er studierte Rechtswissenschaften an den Universitäten von Freiburg im Breisgau, München und Würzburg und arbeitete dann ab 1829 als Landesfürsprecher. In dieser Zeit betrieb er zudem eine Bierbrauerei in Altdorf und hatte von 1847 bis 1854 zusammen mit Josef Lusser einen lithografischen Betrieb mit einer Buchdruckerei und einem Zeitungsverlag. Schlussendlich arbeitete er von 1852 bis 1867 als eidgenössischer Posthalter in Altdorf.
Seine politische Laufbahn begann 1847, als er in die Regierung gewählt wurde. Jauch war von 1848 bis 1855 Bannerherr und von 1856 bis 1866 Landrat von Uri. Weiter war er von 1848 bis 1852 Richter am Bundesgericht.
Als exponierter Oppositionsführer der bürgerlich-liberalen Bewegung von 1834 gehörte er zu den wichtigsten Gegnern des Sonderbunds in Uri. Jauch selbst hat den Sonderbundskrieg als Hauptmann erlebt.